# 1CAK
1CAK (dawniej 1CUK) – indonezyjski serwis internetowy o charakterze rozrywkowym, inspirowany portalem 9GAG. Jego ideą jest udostępnianie obrazków i filmów, w tym memów internetowych.
Serwis został uruchomiony w 2012 roku. Pierwotnie działał pod nazwą 1CUK, natomiast 30 września tegoż roku nazwa serwisu została zmieniona na 1CAK. Twórcą projektu jest osoba o pseudonimie Aji Ramadhan.
Według danych z lutego 2014 r. serwis odnotowuje 9 mln odsłon w ciągu miesiąca. W kwietniu 2018 r. portal znajdował się na 703. pozycji w krajowym rankingu Alexa Internet.